# کمیساریای خلق دفاع اتحاد جماهیر شوروی
کمیساریای خلق دفاع اتحاد جماهیر شوروی (به روسی: Народный комиссариат обороны Советского Союза) از ۱۹۳۴ تا ۱۹۴۶ عالی‌ترین وزارتخانه نظامی اتحاد جماهیر شوروی سوسیالیستی بود.

## پیشینه
در دهه ۱۹۲۰ تا ۱۹۳۰، عالی‌ترین اداره نظامی جمهوری فدراتیو سوسیالیستی روسیه شوروی و اتحاد جماهیر شوروی، کمیساریای خلق در امور نظامی و دریایی نام داشت.
در ۲۰ ژوئن ۱۹۳۴، کمیساریای خلق در امور نظامی و دریایی اتحاد جماهیر شوروی به کمیساریای دفاع خلق کل اتحادیه اتحاد جماهیر شوروی دگرش کرد. در ۳۰ دسامبر ۱۹۳۷، کمیساریای خلق نیروی دریایی اتحاد جماهیر شوروی از آن مختص شد.
در ۱ فوریه ۱۹۴۴، در ارتباط با تصویب قانون اتحاد جماهیر شوروی در مورد ایجاد تشکیلات نظامی جمهوری‌های اتحادیه، کمیساریای دفاع خلق اتحاد جماهیر شوروی به کمیساریای خلق کل اتحادیه اتحادیه جمهوری مبدل گشت. همین‌طور جمهوری سوسیالیستی فدراتیو شوروی روسیه کمیساریای دفاع خلق خود را ایجاد کرده بود.
در ۲۵ فوریه ۱۹۴۶، با فرمان پرزیدیوم شورای عالی اتحاد جماهیر شوروی، کمیساریای دفاع خلق اتحاد جماهیر شوروی با کمیساریای خلق نیروی دریایی اتحاد جماهیر شوروی ادغام شد و به کمیساریای خلق نیروهای مسلح اتحادیه جمهوری اتحاد جماهیر شوروی تبدیل شد. تحت این نام، اختیار مرکزی در اسناد برای کمتر از یک ماه تعیین شد و مطابق با قانون اتحاد جماهیر شوروی در ۱۵ مارس ۱۹۴۶ شوراهای کمیسارهای خلق اتحاد جماهیر شوروی و اتحادیه جمهوری‌ها در شوراهای وزیران به وزارت نیروهای مسلح اتحاد جماهیر شوروی تغییر نام داد. در ۲۵ فوریه ۱۹۴۷، مطابق تصمیمات فوق، اصلاحاتی در قانون اساسی اتحاد جماهیر شوروی انجام شد.
ارگان چاپ کمیساریای خلق در امور نظامی و دریایی در بخش ستاد کل، مجله امور نظامی بود.
ارگان مرکزی کمیساریای دفاع خلق اتحاد جماهیر شوروی برای آموزش فرماندهان و کارکنان درجه یک ارتش سرخ، ترویج وظایف آموزشی، رزمی و توسعه تفکر نظامی پیشرفته روزنامه کراسنایا وزدا بود.

## کمیسارهای خلق
- کلیمنت ووراشیلوف (۲۰ ژوئن ۱۹۳۴ – ۷ مه ۱۹۴۰)
- سیمیون تیموشنکو (۷ مه ۱۹۴۰ – ۹ ژوئیه ۱۹۴۱)
- ژوزف استالین (۱۹ ژوئیه ۱۹۴۱ – ۲۵ فوریه ۱۹۴۶)

## ساختار در ۱۹۴۰
1. ستاد کل ارتش سرخ
2. اداره کل تبلیغات سیاسی ارتش سرخ
3. اداره بنیادی نیروی هوایی ارتش سرخ
4. اداره بنیادی توپخانه ارتش سرخ
5. اداره بنیادی زرهی ارتش سرخ
6. اداره بنیادی مهندسی نظامی ارتش سرخ
7. بخش فرماندهی اساسی ارتش سرخ
8. اداره آموزش رزمی ارتش سرخ
9. اداره دفاع هوایی ارتش سرخ
10. دفتر ارتباطات ارتش سرخ
11. دفتر دفاع شیمیایی نظامی ارتش سرخ
12. اداره تأمین سوخت ارتش سرخ
13. مدیریت مؤسسات آموزش عالی نظامی ارتش سرخ
14. اداره مؤسسات آموزشی نظامی ارتش سرخ
15. دفتر ارتش سرخ
16. اداره بهداشت ارتش سرخ
17. اداره دامپزشکی ارتش سرخ
18. دفتر کمیساریای دفاع خلق
19. اداره دارایی در کمیساریای دفاع خلق